# 廣州公車484路
广州公交484路是由广州市一汽巴士有限公司运营的公交线路，开行于2008年至2010年，以及2020年至今。

## 历史
一汽巴士曾在2008年5月19日开通484路，当时其为越秀区中小巴线路系统的一部分，往来锦城花园总站和南方报社；线路连接中山一路和广州大道中，途中行经泰兴直街、大巷直街、杨箕西路和东兴南路，实现了地铁1号线杨箕站和5号线五羊邨站的有效衔接。
2008年8月29日起，484路调整为锦城花园总站环线，从锦城花园总站出发，经梅花路、中山一路和东泰路至东兴南路口站后，绕经寺右二马路、寺右新马路和寺右一马路，回到东兴南路口站，随后原路返回锦城花园总站；该线路受杨箕村拆迁影响，自2010年8月20日暂停运营。
新484路于2020年10月31日开通，从西勝街總站出发，行走马科斯桥后进入环市东路，随后掉头，经童心路和西勝街后，返回西勝街總站，沿途仅停靠：西勝街總站—西勝街—小北—小北（对侧站点）—西勝街（对侧站点）—西勝街總站，实质上是往返于西勝街總站和小北站、接驳地铁5号线的微循环线路，有效填补了花果山超高清视频产业特色小镇的公交空白，拓展了公交线网的服务范围。